# Nathan Wounembaina
Nathan Wounembaina, né le 22 novembre 1984 à Bourha-Wango, est un joueur camerounais de volley-ball. Il mesure 1,98 m et joue réceptionneur-attaquant. Il est international camerounais.

## Biographie
Le 19 mars 2019, le club de Tours officialise la prolongation de contrat de Nathan Wounembaina jusqu'en juin 2020.
En mai 2020, il rempile pour une année supplémentaire avec la formation tourangelle, mais en février 2021, en plein milieu de saison, il quitte son club pour un contrat en Libye.

## Clubs
| Club                     | De        | À            |
| ------------------------ | --------- | ------------ |
| Port de Douala           | 2004-2005 | 2004-2005    |
| NR Bordj Bou Arreridj VB | 2006-2007 | 2006-2007    |
| Tala'ea El Geish         | 2007-2008 | 2008-2009    |
| Volley Asse-Lennik       | 2009-2010 | 2009-2010    |
| Noliko Maaseik           | 2010-2011 | 2012-2013    |
| Chaumont VB52            | 2013-2014 | 2016-2017    |
| Tours VB                 | 2017-2018 | Février 2021 |
| Asswehly SC Volleyball   | mars 2021 | juin 2021    |
| Blu Volley Vérone        | 2021-2022 | 2021-2022    |
| Chaumont VB52            | 2022-2023 |              |

## Palmarès

### Sélection nationale
- Jeux africains (1)
  -  : 2019
- Championnat d'Afrique
  -  : 2019

### Clubs
- Challenge Cup
  - Finaliste : 2017.
- Championnat du Cameroun (1)
  - Vainqueur : 2005.
- Championnat de Belgique (2)
  - Vainqueur : 2011, 2012.
  - Finaliste : 2013.
  - Troisième : 2010.
- Coupe de Belgique (1)
  - Vainqueur : 2012.
  - Finaliste : 2010, 2011, 2013.
- Supercoupe de Belgique (2)
  - Vainqueur : 2011, 2012.
  - Finaliste : 2010, 2013.
- Championnat de France (3)
  - Vainqueur : 2017, 2018, 2019.
- Coupe de France (1)
  - Vainqueur : 2019.

### Distinctions individuelles
- 2019 : Championnat de France — Meilleur réceptionneur